# Дефорестација у Индонезији
Дефорестација у Индонезији подразумева дугорочни губитак шума и растиња широм земље; што за собом оставља немерљив негативан утицај на друштво и животну околину. Индонезија је станиште неких од биолошки најразноврснијих шума на свету и трећа је по броју врста иза Бразила и Демократске Републике Конго. Све до 1900. године, Индонезија је још увек била прекривена густим шумама, које су чиниле 84% укупне површине државе. Крчење шума се током 1970. година знатно увећало, и у убрзаном успону је од тада. Процењује се да је покривеност шумама од 170 милиона хектара током 1900. смањена на мање од 100 милиона хектара до краја 20. века. Током 2008. године, процењено је да ће тропске кишне шуме у Индонезији ишчезнути у наредних 10 година. Од укупне сече шума у Индонезији, чак 80% се води као илегално.
Велика шумска пространства у Индонезији су уништена од стране великих мултинационалних компанија за прераду целулозе, као што је Asia Pulp and Paper и претворена су у плантаже. Шуме често бивају спаљене од стране фармера и власника плантажа. Други велики извор дефорестације је дрвна индустрија, вођена потражњом из Кине и Јапана. Развој пољопривреде и пројекти трансмиграције навели су велики број људи да се населе у области прашума, додатно убрзавајући крчење шума.
Сеча и паљење шума ради рашчишћавања земљишта за пољопривреду, учинили су Индонезију трећим највећим светским емитером гасова који потпомажу ефекат стаклене баште, иза Кине и САД. Шумски пожари често уништавају велике површине прерађивача угљеника, укључујући древне прашуме и тресетишта. Током маја 2011. године, Индонезија је прогласила мораторијум поводом нових уговора о сечи шума, како би подржала борбу против дефорестације. Ова одлука се показала као неефикасна, јер је стопа сече шума наставила да расте. Од 2012. године, Индонезија је превазишла стопу сече шума у Бразилу, и постала најбржа дефорестациона држава на свету.

## Историја
Индонезијски архипелаг од око 17.000 острва је станиште неких од шума са најразличитијим врстама на свету. Током 1900. укупна шумска подручја представљала су 84% од укупне површине Индонезије. До 1950, плантаже и ситне њиве су и даље покривале само мали део. Шумски покривач у то време се процењује на 145 милиона хектара примарне шуме и још 14 милиона хектара средњег и плимског растиња. У раним 1970. Индонезија користи овај вредан ресурс ради своје економске користи током развоја дрвне индустрије. Од касних 1980. до 2000. године, капацитет производње је повећан скоро 700% у индустрији целулозе и папира, што је учинило Индонезију деветим највећим произвођачем целулозе и једанаестим највећим произвођачем папира на свету.
Стопа сече шума наставља да расте. Државни извештај о животној средини за 2009. који је поднео председник Сусило Бамбанг Јудојоно, показало је да је број пожара порастао са 19.192 током 2008. на чак 32.416 током 2009. године. Министарство за животну средину оптужило је слабо спровођење закона и недостатак надзора од стране локалних власти, јер је рашчишћавање земљишта примарни узрок пожара. Између 1990. и 2000. године, 20% шумске површине у Индонезији је изгубљено (24 милиона ha), а до 2010. године, само је 52% укупне површине земљишта је под шумом (94 милиона хектара). И поред мораторијума у новим уговорима за сечу шума наметнутих 2010. године, стопа дефорестације је наставила да расте до 840.000 хектара у 2012. години, надмашивши крчење шума у Бразилу.

## Захваћена подручја
Индонежанске низијске тропске шуме, најбогатије у количини дрвне грађе и биодиверзитета, највише су изложене ризику. До 2000. године оне су скоро у потпуности нестале у Сулавесију, и предвиђа се да ће за пар година нестати и на Суматри и Калимантану.
На десетине хиљада квадратних километара шуме на Суматру је потпуно уништено, често под командом централне владе која подржава акцију мултинационалних компанија за уклањање шума. На Калимантану, између 1991-2014, велике површине обрасле шумом су спаљене због неконтролисаних пожара, што је узроковало загађивање атмосфере широм југоисточне Азије.

## Крчење шума
Заједничка студија Велике Британије и Индонезије о дрвној индустрији у Индонезији 1998. године претпоставила је да је 40% посечених стабала било незаконито, са вредношћу од преко 365 милиона америчких долара. Према последњим проценама, узевши у обзир легалну сечу стабала и поредећи је са количином домаће потрошње и извоза, рачунице показују да је 88% исечених стабала у земљи илегално на неки начин. Малезија је кључна транзитна земља за илегалне дрвене производе из Индонезије.

## Илегално пустошење шума
Процељује се да је око 73% произведене дрвне грађе засигурно прибављено илегалном сечом стабала. Многе методе дефорестације у Индонезији сматрају се илегалним из више разлога.
Приватне корпорације, мотивисане економским профитом од стране локалних и регионалних тржишта захтева за дрвном грађом, криве су за уништавање шума. Ова агро-индустријска предузећа често нису у складу са основним законским прописима, јер непримерено примењују исплативије али далеко еколошки неефикасније методе сече шума, попут шумских пожара ради пустошења земљишта у пољопривредне сврхе. Шумарски закон из 1999. године наводи да је од суштинског значаја за компаније да буду подржане од стране власти у појединим регионима уз IPK дозволу, тј. дозволу за прикупљање дрвне грађе, ради легалног одобрења сече шума. Међутим, многе од ових корпорација успевају да заобиђу законску процедуру, и уз то увећају профит прихода примењујући незаконите активности, попут подмићивања државних службеника, а на руку им иду и лоше законске регулативе у Индонезији, које подривају напоре за очување шумарства.
У пракси широм државе, пољопривредници и надничари у руралним областима, који поседују најнижи степен образовања, примењују основни метод кошења и паљења усева како би „оплеменили“ своја обрадива земљишта. Ова рудиментарна пољопривредна техника подразумева и сечу шумског дрвећа пре сушне сезоне, а потом и спаљивање ових стабала у наредној сушној сезони, ради обезбеђивања ђубрива које ће обогатити минерални састав земљишта. Ова пољопривредна пракса се понавља на истом земљишту све док се оно не испразни од хранљивих материја и више није у стању довољно да рађа и доноси пољопривредне приносе. Након тога, ови пољопривредници прелазе на другу парцелу и изнова примењују свој метод сече и паљења усева. Овај друштвени фактор дефорестације повећава изазове са којима се суочава одрживост шумарства у земљама у развоју као што је Индонезија.

## Покушаји очувања
Напори да се зауставе глобалне климатске промене су укључили и мере које су осмишљене како би се пратило уништавање шума у Индонезији и како би се подстакле националне и локалне власти да зауставе даљи нестанак стабала. Универзални назив овог програма је „Смањење емисија шумске деградације и крчења шума“ (REDD). Нови системи за праћење дефорестације се користе у Индонезији. Један такав систем, Акциона платформа шумског мониторинга под управом Центра за глобални развој, тренутно приказује податке о сечи шума широм Индонезије на месечном нивоу.
Дана 26. маја 2010. године, Индонезија је потписала споразум о намерама са Норвешком, у коме се поставља двогодишњи мораторијум о новим концесија од сече шума, као део договора у којем Индонезија добија 1 милијарду америчких долара ако не прекрши своју обавезу. Очекивало се да Споразум смањи индустрију палминог уља и заустави или успоре планове о стварању великог пољопривредног газдинства у провинцији Папуа.
Средства ће у почетку бити посвећена финализацији стратегије климе и шума Индонезије, изградњи и институционализацији људских капацитета који би пратили, извештавали и проверавали смањење емисије штетних гасова, а уједно и усвајали нове политике и институционалне реформе. Норвешка ће помоћи Индонезији при успостављању система који би смањио корупцију, тако да закон може у потпуности да се спроведе. Двогодишњи мораторијум о сечи дрвећа проглашен је 20. маја 2011. године. Током 2013, мораторијум је продужен за још две године.

## Галерија
- Шума на острву Бангка опустошено ради плантаже уљне палме
- Шуме старе неколико деценија су посечене ради пољопривредног земљишта (1947)
- Дрвна грађа са острва Калимантан
- Уништавање вегетације у појасу заштитног обруча око националног парка Букит тигапулух, Суматра, Индонезија
- Нестанак шуме и припрема садница, Суматра
- Посечена шума постаће плантажа дувана